# Rafael Dueñas
Rafael Alejandro Dueñas González (Guadalajara (México); 1 de agosto de 1982) es un entrenador de fútbol mexicano que dirigió al Salamanca Club de Fútbol UDS de la Segunda RFEF.

## Trayectoria
Tras comenzar su etapa como entrenador en las categorías inferiores del Club Deportivo Leones Negros de la U. de G., en 2012 se convierte en asistente del Club Deportivo de Los Altos de la Tercera División de México. Más tarde, se convertiría en entrenador del Club Deportivo de Los Altos durante dos temporadas.
En 2014 y 2015, sería entrenador asistente del Club Deportivo Leones Negros de la U. de G. de la Liga de Expansión MX.
En las siguientes temporadas, regresaría como entrenador del Club Deportivo de Los Altos, dirigiría al Tepatitlán Fútbol Club de la Liga de Expansión MX y al Coras Fútbol Club de la Liga de Ascenso de México.
En la temporada 2019-20, llega a España para ser entrenador del Salamanca Club de Fútbol UDS "B" de la Primera División Regional Aficionados de Castilla y León y trabajar en el cuerpo técnico del primer equipo charro.
El 26 de diciembre de 2022, se hace cargo del primer equipo del Salamanca Club de Fútbol UDS de la Tercera Federación, haciendo tándem junto a Jehu Chiapas, con el que logran el ascenso a Segunda RFEF.
En la temporada 2023-24, sería entrenador asistente de Jehu Chiapas en el club salmantino tras su ascenso de categoría.
El 16 de enero de 2025, tras la destitución de Jehu Chiapas, se convierte en entrenador del Salamanca Club de Fútbol UDS de la Segunda RFEF.

## Trayectoria como entrenador
| Club                                                        | País   | Año             |
| ----------------------------------------------------------- | ------ | --------------- |
| Club Deportivo de Los Altos                                 | México | 2012-2014       |
| Club Deportivo Leones Negros de la U. de G. (2º entrenador) | México | 2024-2015       |
| Club Deportivo de Los Altos                                 | México | 2016            |
| Tepatitlán Fútbol Club                                      | México | 2017            |
| Coras Fútbol Club                                           | México | 2017            |
| Club Atlas Fútbol Base                                      | México | 2018-2019       |
| Salamanca Club de Fútbol UDS "B"                            | España | 2019-2021       |
| Salamanca CF UDS                                            | España | 2020            |
| Salamanca CF UDS                                            | España | 2021-2022       |
| Salamanca CF UDS (2º entrenador)                            | España | 2023-2025       |
| Salamanca CF UDS                                            | España | 2025-actualidad |